# Circo di Nerone
Il circo di Nerone era un impianto per spettacoli dell'antica Roma lungo 540 metri e largo circa 100, che sorgeva nel luogo dove oggi si trova la basilica di San Pietro in Vaticano, in una valle che correva da dove si trova la parte sinistra della basilica fino quasi ad arrivare al Tevere. L'area dei Carceres, da dove partivano le bighe, era situata nel punto dal quale la Via del Sant'Uffizio lascia piazza Pio XI, mentre quella del lato curvo va rintracciata qualche decina di metri dopo l'abside della basilica di San Pietro.

## Storia
L'opera, iniziata da Caligola e completata da Nerone, era stata costruita all'interno della villa di Agrippina Maggiore, villa che alla morte della madre di Caligola passò in eredità a Nerone. Nel circo privato dell'imperatore si tenevano corse di cavalli, bighe e quadrighe, molto popolari a Roma, tanto che in alcune occasioni l'imperatore, che normalmente vi assisteva solo con la sua corte, fece aprire le porte del circo al popolo romano. È probabile che l'impianto non dovesse contenere più di 20.000 spettatori.
Qui ebbero luogo, forse per la vicinanza all'adiacente necropoli, alcune esecuzioni dei cristiani giudicati colpevoli di aver causato il grande incendio di Roma. Nerone, secondo Tacito, aggiunse lo scherno al supplizio. Come avvolgere gli uomini con pelli di animali perché fossero dilaniate dai cani, o inchiodarli alle croci, o destinarli al rogo come fiaccole, che illuminassero l'oscurità al termine del giorno. Nerone aveva offerto i suoi giardini per lo spettacolo, e vi aveva organizzato giochi circensi, mescolandosi alla folla in abito d'auriga o guidando un carro da corsa. In tal modo si aveva pietà di quei condannati, benché colpevoli e meritevoli del supplizio, perché venivano sacrificati non per l'utilità pubblica ma per la crudeltà di uno solo.
Il circo fu abbandonato già verso la metà del II secolo d.C. e l'area fu suddivisa e assegnata in concessione ai privati per la costruzione di tombe appartenenti alla necropoli. Tuttavia pare che fino al 1450 ne sopravvivessero ancora molti resti, distrutti con la costruzione della nuova basilica vaticana. L'obelisco, che era posto al centro della spina del circo, era stato per volere di Caligola trasportato fin qui da Eliopoli, dove si trovava nel Forum Iulii. Qui rimase fino a che nel 1586 papa Sisto V lo fece spostare al centro di Piazza San Pietro.

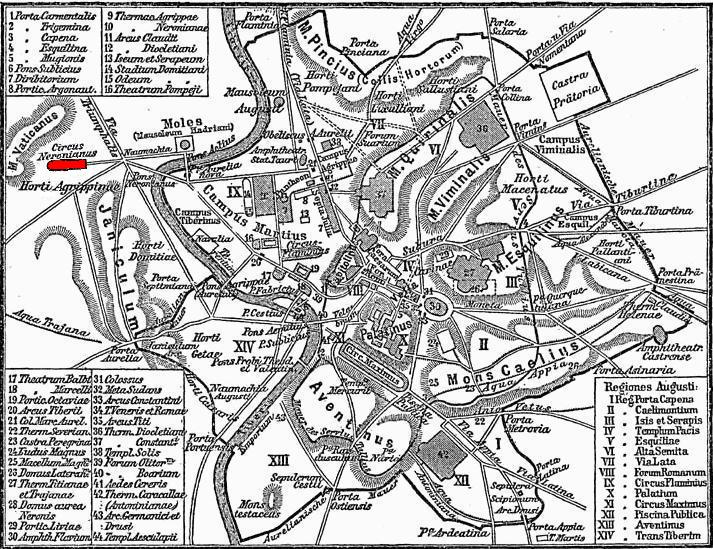
L'area dove sorgeva anticamente il Circo di Nerone.